# Platamomyia depressa
Platamomyia depressa är en tvåvingeart som beskrevs av Friedrich Hermann Loew 1855. Platamomyia depressa ingår i släktet Platamomyia och familjen svävflugor. Inga underarter finns listade i Catalogue of Life.